# 香港四邑商工總會黃棣珊紀念中學

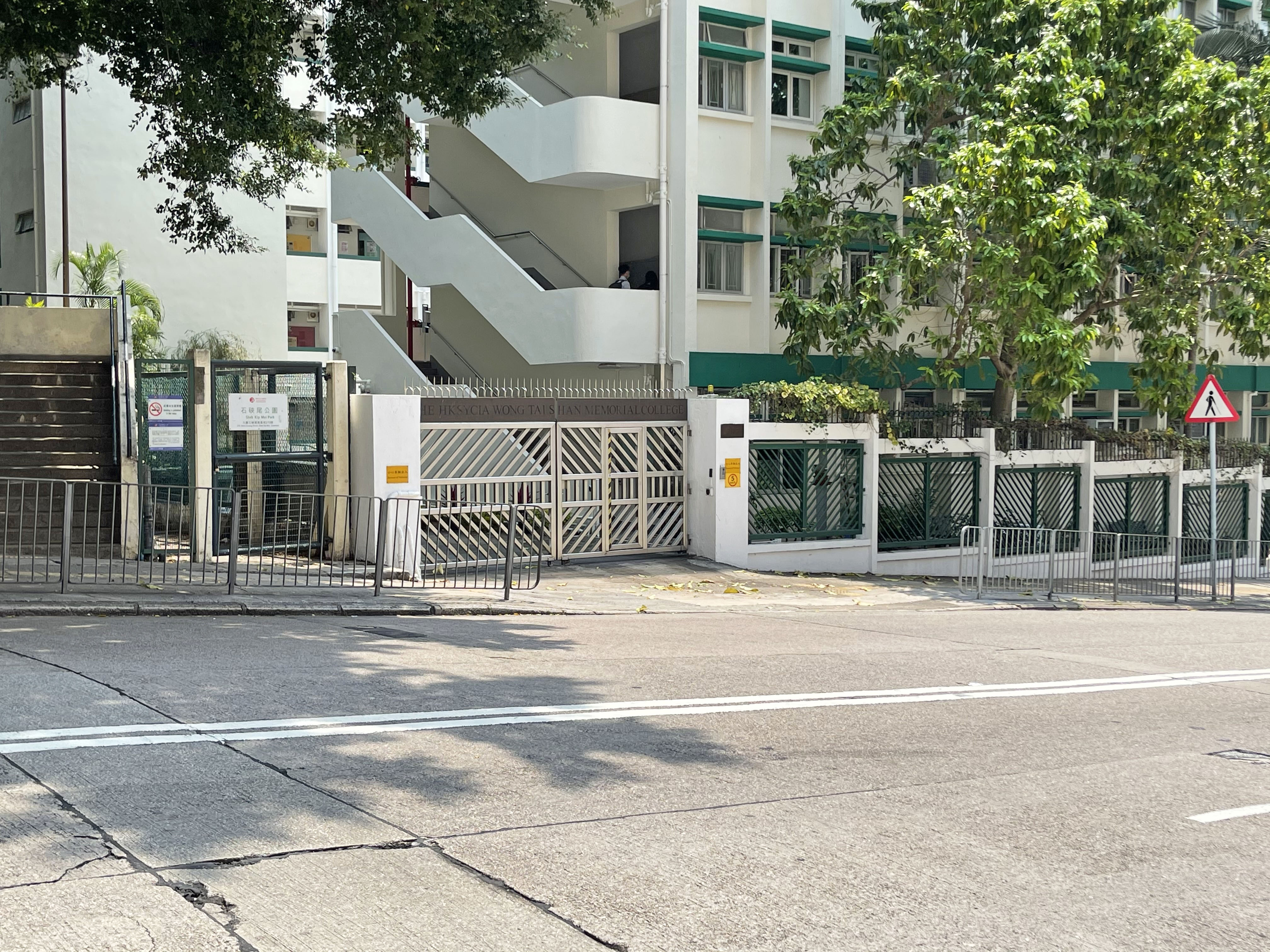
香港四邑商工總會黃棣珊紀念中學車輛出入口

香港四邑商工總會黃棣珊紀念中學校徽標誌

香港四邑商工總會黃棣珊紀念中學（英語：HKSYCIA Wong Tai Shan Memorial College），位於香港九龍石硤尾南昌街250號，於1975年成立，是一間在深水埗區由政府資助全日制英文男女中學。學校的辦學宗旨是「德、智、體、群、美」五育並重，校訓是「忠、恕、勤、敏」，是一所全日制男女校和深水埗區地區名校之一。
首任校長為鄭成業（後曾轉任香港培正中學校長），第二任校長為羅錦有（後期為深水埗區議會委任區議員），第三任校長為黃振聲，現任校長為趙麗雅。
該校尤以校風淳樸最為著名，曾培育項明生、梁小冰、劉玉翠、林家謙等校友。

## 級別結構
目前為止全校共有中一至中六級。中一至中六皆有四班，全校合共24班。
另外，全校以「紅、黃、藍、綠」劃分四社，每個學生於初入學時都會被編入不同的社。而該校老師都會被編入不同的「社」，來協助同學，而當中兩位則會擔任社監，監察以社長為首的社幹事的職權。
現時學校皆有設有學生會選舉。
每年由該校方或學生會舉辦的活動，包括水運會、陸運會、歌唱比賽、各項球類比賽，都會以社際形式舉行。當然，班際和公開組的比賽也不缺少。

## 知名教師
- 卡龍：香港音樂製作人及填詞人（創校初期，任教中文科）[1]

## 知名校友
醫學界：
- 麥永接：精神科專科醫生

宗教界：
- 姚國樑：傳道人

資訊科技界：
- 項明生：華誼兄弟香港區總監、旅遊節目主持、專欄作家
- 潘子河：曾任職雅虎、騰訊、香港01主管職位，現為ViuTV數碼產品總監

演藝及傳媒界：
- 梁小冰：香港女演員
- 劉玉翠：香港女演員（1986年中七）[註 1]
- 董敬文：無綫電視男演員
- 林家謙：香港唱作男歌手（2010年中七）
- 羅啟新：香港電台第二台節目主持及監製（1986年中七）[註 2]
- 海恩奶油：本名龍海恩，旅台YouTuber。

學術界：
- 朱嘉麗：邁步兒童發展中心總監、臨床心理學家及言語治療師
- 黃海星：現代教育中文科補習名師
- 陳仕俊：香港城市大學電機工程學系助理教授
- 陳坤全：中山大學物理與天文學院副教授
- 鄭偉智：中山大學大氣科學學院副教授
- 黎東耀：香港珠海書院建築系副教授
- 周志良：歷任聖士提反女子中學副校長，現教育局通識科/公民與社會發展科課程發展主任

社運界：
- 李耀基：前學聯秘書長及香港中文大學學生會外務副會長
- 陳倩瑩：前民陣召集人、香港中文大學學生會外務副會長及香港專上學生聯會秘書長

文藝界：
- 路邊攤：香港女作家

## 外部連結
- 黃棣珊學校網站 （页面存档备份，存于）
- 香港教育城

22°20′05″N 114°10′07″E / 22.334784°N 114.168495°E